# Data-Link Connection Identifier
Data-Link Connection Identifier (DLCI) ist ein Begriff aus der Netzwerktechnik, konkret der Frame-Relay-Technik. Diese ist eine paketvermittelnde Technik, die aber auch Aspekte eines leitungsvermittlenden Netzwerkes beinhaltet. Dies wird durch virtuelle Kanäle ermöglicht, die eine Route durch das Frame-Relay-Netz darstellen. Diesen Kanälen wird jeweils ein Identifikator zugewiesen. Um nun ein Paket durch das Netz zu leiten, wird es mit einem DLCI der entsprechenden Kanalnummer versehen.
Ein Frame-Relay-Switch besteht aus einer Anzahl von Ein- und Ausgängen sowie einer einfachen Tabelle, die einem Paar aus Eingang und DLCI ein Paar aus Ausgang und DLCI zuweist. Anhand dieser Informationen entscheidet der Switch, welches Paket er wohin weiterschickt.